# Glochidion medogense
Glochidion medogense là một loài thực vật có hoa trong họ Diệp hạ châu. Loài này được T.L.Chin mô tả khoa học đầu tiên năm 1980.